# Franz Hasil
Franz Hasil (Wenen, 28 juli 1944) is een Oostenrijks ex-voetballer.
Hasil begon zijn carrière bij Rapid Wien. Hier werd hij drie keer Oostenrijks kampioen (1964, 1967 en 1968) en één keer Oostenrijks bekerwinnaar (1968). Hierna ging Hasil in 1968 naar Schalke '04 ging en werd hij op 1 augustus 1969 door trainer Ernst Happel naar Feyenoord gehaald. Bij Schalke '04 had Hasil geen vaste plaats, omdat men een spits in hem zag terwijl hij in werkelijkheid een begaafd middenvelder was.
Happel kende Hasil al uit het jeugdelftal van Rapid Wien. Happel was toen coach van het eerste team en hij nodigde Hasil uit mee te trainen met de selectie. In het begin had Hasil nogal problemen om bij Feyenoord te wennen. De taal, de speelstijl, het hogere tempo en de medespelers, alles was nieuw. Hasil speelde vier jaar bij Feyenoord. Met Feyenoord won hij de Europacup I, wereldbeker en werd hij in 1971 Nederlands kampioen. Twee keer werd hij verkozen als speler in het wereldelftal.
Op 1 juli 1973 keerde Hasil terug naar Oostenrijk en ging voor Austria Klagenfurt spelen tot 1977. Het seizoen 1977/1978 heeft hij bij Vienna gespeeld. Daarna heeft hij nog bij SV St. Veit en bij Spittal (1979) gespeeld.
Hasil heeft tussen 1963 en 1974 21 keer voor het Oostenrijks nationaal team gespeeld, en heeft twee keer gescoord.
Sinds 1996 woonde Hasil in Wenen waar hij een winkel samen met zijn vrouw heeft en tabak, aanstekers, kranten en tijdschriften verkoopt. In 2003 ontving hij Goldene Ehrenzeichen der Republik Österreich. Op 18 augustus 2004 kreeg hij de "Jubilee Award" uit handen van FIFA-voorzitter Sepp Blatter.

## Als speler
| Competitie                 |            |                           |            |            |
| Competitie                 | Aantal     | Jaren                     |            |            |
| Rapid Wien                 | Rapid Wien | Rapid Wien                | Rapid Wien | Rapid Wien |
| -------------------------- | ---------- | ------------------------- | ---------- | ---------- |
| Bundesliga                 | 3x         | 1963/64, 1966/67, 1967/68 |            |            |
| ÖFB-Cup                    | 1x         | 1967/68                   |            |            |
| Feyenoord                  |            |                           |            |            |
| Mondiaal                   |            |                           |            |            |
| Wereldbeker voor clubteams | 1x         | 1970                      |            |            |
| Internationaal             |            |                           |            |            |
| Europacup I                | 1x         | 1969/70                   |            |            |
| Intertoto Cup              | 1x         | 1973                      |            |            |
| Nationaal                  |            |                           |            |            |
| Eredivisie                 | 1x         | 1970/71                   |            |            |